# Beni Boussaïd
Beni Boussaid (în arabă بنى بوسعيد) este o comună din provincia Tlemcen, Algeria.
Populația comunei este de 13.182 de locuitori (2008).